# Pills ’n’ Thrills and Bellyaches
Az 1990-es Pills ’n’ Thrills and Bellyaches a Happy Mondays harmadik nagylemeze. A Q magazin 2000-es minden idők 100 legjobb albuma listáján a 31. helyet foglalta el, míg 2005-ben a Channel 4 nézői minden idők 51. legjobb albumának választották meg.
A borítót a Central Station Design készítette. Eredetileg kedvelt édességek csomagolásának montázsából állt volna össze a borítókép, de az amerikai gyártók tiltakozása miatt ezt megváltoztatták.
Az album szerepel az 1001 lemez, amit hallanod kell, mielőtt meghalsz című könyvben.

## Az album dalai
|     | Cím                | Szerző(k)                                    | Hossz |
| --- | ------------------ | -------------------------------------------- | ----- |
| 1.  | Kinky Afro         | Happy Mondays                                | 3:59  |
| 2.  | God's Cop          | Happy Mondays                                | 4:58  |
| 3.  | Donovan            | Happy Mondays                                | 4:04  |
| 4.  | Grandbag's Funeral | Happy Mondays                                | 3:20  |
| 5.  | Loose Fit          | Happy Mondays                                | 5:07  |
| 6.  | Dennis and Lois    | Happy Mondays                                | 4:24  |
| 7.  | Bob's Yer Uncle    | Happy Mondays, Steve Osborne, Paul Oakenfold | 5:10  |
| 8.  | Step On            | John Kongos, Christos Demetriou              | 5:17  |
| 9.  | Holiday            | Happy Mondays                                | 3:28  |
| 10. | Harmony            | Happy Mondays                                | 4:01  |

## Kislemezek
| Megjelenés    | Kislemez   | Helyezés (UK) |
| ------------- | ---------- | ------------- |
| 1990. április | Step On    | 5             |
| 1990. október | Kinky Afro | 5             |
| 1991. március | Loose Fit  | 17            |

## Közreműködők
- Shaun Ryder – ének
- Paul Ryder – basszusgitár
- Mark Day – szólógitár, ritmusgitár
- Paul Davis – billentyűk, programozás
- Gary Whelan – dob

### További közreműködők
- Rowetta – vendégénekes
- Tony Castro – ütőhangszerek
- Simon Machan – eredeti programozás
- Bez – mozgatórugó

### Produkció
- Paul Oakenfold – producer, hangszerelés, keverés
- Ray Blair – hangmérnök
- Steve Osborne – producer, hangszerelés, keverés
- Dale Lavi – fényképek

## Fordítás
Ez a szócikk részben vagy egészben a Pills 'n' Thrills and Bellyaches című angol Wikipédia-szócikk ezen változatának fordításán alapul.  Az eredeti cikk szerkesztőit annak laptörténete sorolja fel. Ez a jelzés csupán a megfogalmazás eredetét és a szerzői jogokat jelzi, nem szolgál a cikkben szereplő információk forrásmegjelöléseként.